# Петров Віктор Михайлович
Віктор Михайлович Петров — український політик, державний і громадський діяч. Заступник голови партії «Україна соборна» (з 2005); перший заступник голови Фонду державного майна України (липень 2005–2008); президент Федерації шахів України.
Народився 18 жовтня 1946 (м. Лубни, Полтавська область) в сім'ї службовця; українець; одружений; має сина.
Освіта: Київський політехнічний інститут (1964–1969), інженер-електрик.
Народний депутат України 12(1) скликання з березня 1990 (2-й тур) до квітня 1994, Лубенський виборчій округ № 322, Полтавська область. Голова підкомісії з питань зайнятості населення Комісії у питаннях соціальної політики та праці.
- З 1969 — інженер-дослідник, заступник начальник, начальник цеху Кам'янськ-Уральського електромеханічного заводу, Свердловська область.
- З 1972 — інженер-технолог, майстер, заступник начальника, начальник цеху Лубенського заводу лічильних машин.
- З 1980 — директор Лубенського машинобудівного заводу «Комсомолець».
- 1987 — лютий 1994 — директор Лубенського заводу лічильних машин.
- Лютий 1994 — липень 1994 — перший заступник Міністра економіки України.
- Липень 1994 — серпень 1995 — Міністр машинобудування, ВПК і конверсії України.
- З 1995 — перший заступник генерального директора «Укрінмаш».

Грудень 1999 — січень 2003 — голова секретаріату РУХу (УНР), член президії Центрального проводу РУХу (грудень 1999 — січень 2003). Січень — березень 2003 — голова секретаріату УНП.
Відмінник народної освіти УРСР. Почесна грамота Кабінету Міністрів України (листопад 2004). Заслужений працівник фізичної культури і спорту України (листопад 2004).
Державний службовець 1-го рангу (квітень 1994).